# Szenes redukció
A szenes redukció (karbotermia) olyan kémiai reakció, melyben a szén redukáló anyagként vesz részt. Az ilyen típusú reakciók több száz fokon mennek végbe, és különböző anyagok elemi formában állíthatók elő oxidjaikból kiindulva. Bizonyos fémek oxidjai esetén azonban a reakció nem alkalmazható, mint például a nátrium vagy kálium oxidjai esetén. Az, hogy egy elem milyen mértékben vesz részt ilyen típusú reakciókban, az Ellingham-diagram felhasználásával megjósolható.

## Reakció folyamata
A szenes redukció során szén-monoxid és néha szén-dioxid is keletkezik. A folyamat az entrópia elveinek felhasználásával magyarázható. Mivel a két kiinduló anyag, a szén és valamely fém oxid szilárd halmazállapotúak, a termékek közül csak a létrejött elemi fém szilárd, míg a másik gáz halmazállapotú és nagy az entrópiája. Nagy mennyiségű hő szükséges, hogy a diffúzió beinduljon, mivel kisebb mennyiségű hő a reakció lassabb lezajlását eredményezné.

## Alkalmazás
A legjellemzőbb példa a reakció felhasználására a fémércek olvasztása. A folyamat összetett, de a reakció leegyszerűsítve így írható fel:
2 Fe2O3  +  3 C  →   4 Fe  +  3 CO2
Szenes redukción alapuló eljárással évente 1 millió tonna elemi foszfort állítanak elő világviszonylatban. Kalcium-foszfátot olvasztanak 1,200–1,500 °C közötti hőmérsékleten homokkal keverve, mely alapvetően SiO2 és koksz keveréke, így az előállított termék a P4. Egy közönséges foszfát ásványból, a fluorapatitból kiindulva a reakció a következőképpen írható fel:
4Ca5(PO4)3F  +  18SiO2  +  30C →   3P4  +  30CO  +  18CaSiO3  +  2CaF2

## Más variációk
Sokszor a szenes redukciók más átalakulásokkal vannak összekapcsolva. Ilyen például a klorid eljárás, amely során a titánt lehet elválasztani az ilmenittől, ami a titán egyik legjellemzőbb érce. A folyamat során a szén és az aprított érc keverékét 1000 °C körüli hőmérsékletre melegítik, miközben klór gázt vezetnek át a rendszeren, így eredményként titán-tetraklorid keletkezik. 
2FeTiO3  +  7Cl2  +  6C → 2TiCl4 + 2FeCl3 + 6CO
Egyes fémek esetén azonban a szenes redukció nem az elemi fémet eredményezi, hanem fém karbidot, ezért is alkalmazzák a titán esetén is a kloridos eljárást. A karbidok ugyanakkor magas hőmérsékleten oxidokat eredményeznek, így a króm esetén Cr2O3 vegyület keletkezik, ezért használják az alumíniumot ebben az esetben redukálószerként. 

## Fordítás
Ez a szócikk részben vagy egészben  a   Carbothermic reaction című angol Wikipédia-szócikk ezen változatának fordításán alapul.  Az eredeti cikk szerkesztőit annak laptörténete sorolja fel. Ez a jelzés csupán a megfogalmazás eredetét és a szerzői jogokat jelzi, nem szolgál a cikkben szereplő információk forrásmegjelöléseként.